# نیروی هوایی (فیلم)
«نیروی هوایی» (انگلیسی: Air Force (film)) یک فیلم به کارگردانی هاوارد هاکس است که در سال ۱۹۴۳ منتشر شد.

## بازیگران
- جان گارفیلد
- جان ریدگلی
- گیگ یانگ
- هری کری
- آرتور کندی
- جورج توبیاس
- جیمز براون
- مورونی اولسن
- آدیسون ریچاردز
- چارلز دریک
- فی امرسون
- دیک لین
- روت فورد
- ویلارد رابرتسن
- استنلی ریجز
- چارلز سالیوان
- جیمز بوش